# Теслино колумбово јаје
Теслино колумбово јаје је назив експеримента који је Никола Тесла произвео 1888. године, а приказао 1893. године на Светској изложби у Чикагу , да би њиме демонстрирао је ефекат ротирајућег магнетног поља — стављајући бакарно јаје у ротирајуће електромагнетно поље тако да се ротира до врха. 
Теслин оригинални уређај користио је тороидално гвоздено језгро статора, на које су причвршћена четири намотаја. Уређај је био напајан двофазним извором наизменичне струје како би се створило ротирајуће магнетно поље. Уређај је радио са струјом од 25 до 300 херца .
Овим генијалним открићем, и подједнако генијалном демонстрацијом, Никола Тесла је привукао пажњу инвеститора на могућности наизменичне струје, омогућио стварање првих електромотора наизменичне струје, а тиме и његову примену у најширим размерама.
Због свега овога, Теслино јаје на најбољи начин симболизује чињеницу да је рад човека са ових простора био препознат у свету као врхунско иновативно дело свог времена, које је овај иноватор, за потребе привлачења капитала и прављења свог изум заживео на тржишту, знао да га представи јавности и потенцијалним инвеститорима користећи посебно дизајниран уређај .